# Diacanthurus spinulimanus
Diacanthurus spinulimanus is een tienpotigensoort uit de familie van de Paguridae. De wetenschappelijke naam van de soort is voor het eerst geldig gepubliceerd in 1876 door Miers.